# Klättersumak
Klättersumak (Toxicodendron radicans) är en växt i familjen sumakväxter. Den kan liksom giftsumak (Toxicodendron diversilobum) orsaka svår allergisk kontaktdermatit, kallat poison oak-dermatit.
Klättersumak (engelska: Poison Ivy) är vanlig framförallt i USA:s centrala och östra delar.